# تربت حیدریه
تُربَتِ حِیدَریه (به‌معنای: مزار قطب‌الدین حیدر) با نام تاریخی زاوه و رُخ یکی از شهرهای استان خراسان رضوی و مرکز شهرستان تربت حیدریه است. این شهر قطب زعفران جهان و پایتخت ابریشم ایران است.  بیش از ۸۰ درصد ابریشم کشور  در این شهر تولید میشود. 

## ریشه شناسی
نام تربت در فارسی به معنای محل دفن است، بنابراین نام این شهر به معنای محل دفن حیدر است که به نام قطب‌الدین حیدر، عارف صوفی که مقبره‌اش در قلب شهر قرار دارد، نامگذاری شده است.
در دوران باستان، این شهر با نام زاوه شناخته می‌شد و در قرن نوزدهم، به نام تربت اسحاق خان یا تربت عیسی خان شناخته می‌شد، نامی که از اسحاق خان قرایی، رئیس قدرتمند ترک‌های قرایی محلی که از سال ۱۷۷۵ تا ۱۸۱۶ به عنوان حاکم نیمه‌مستقل تربت حیدریه حکومت می‌کرد، گرفته شده است. نام فعلی آن از تربت یا مقبره مردی مقدس به نام قطب‌الدین حیدر، بنیانگذار فرقه زاهدانه دراویش معروف به حیدری ها گرفته شده است. او حدود سال ۱۲۳۰ درگذشت و در یک ساختمان گنبدی بزرگ در فاصله کمی خارج از شهر دفن شده است.

## پیشینه
تربت حیدریه در قدیم با نام زاوه و همچنین ولایت رخ شهرت داشته است. پیشینه تاریخی تربت حیدریه به نام زاوه به دوران قبل از اسلام و دوره اشکانیان برمی‌گردد و به مناسبت مقبره قطب‌الدین حیدر از معاصرین عطار و از صوفیان قرن ششم هجری بوده به این نام خوانده شده است. قطب‌الدین حیدر، از صوفیان اواخر قرن ششم و اوائل قرن هفتم (درگذشتهٔ ۶۱۸ ه‍.ق)، سرسلسلهٔ طریقت حیدریه، از ترکستان به زاوه مهاجرت کرد و در همان‌جا درگذشت و مدفون شد و شهر به حرمت او به تدریج تربت قطب‌الدین حیدر و بعدها تربت حیدری نام گرفت، و سرانجام به تربت حیدریه معروف شد. مزار وی هم اینک یکی از جاذبه‌های گردشگری این شهر است. بنای زاوه را به زوطهماسب نسبت می‌دهند. براساس شواهد و کشفیات باستان‌شناسی در اطراف شهرستان تربت (به‌ویژه غار ماه‌پری، سنگ نگاره‌های کدکن و سفال‌های مکشوفه از چندین محوطه تاریخی) حکایت از وجود زیستگاه‌هایی در هزاره‌های چهارم و پنجم پیش از میلاد در این منطقه دارد. اولین گزارش‌ها از منطقه زاوه را در منابع تاریخ پس از اسلام می‌بینیم. در جریان فتح خراسان اشاره بر آن است که خلیفه سوم، عبدالله بن عامر را مأمور خراسان کرد. این عامر رخ، زاوه، خواف، اسفراین و ارغیان در نیشابور را فتح کرد تا به تختگاه نیشابور رسید. از دقت در گزارش‌های جوینی و عبدالله بن فضل‌الله، درمی‌یابیم که زاوه نخستین شهری بوده است که درگیری پیش‌بینی نشده‌ای را بر دشمن تحمیل کرد و به قیمت سقوط خود افتخار آفرید. مردم زاوه (تربت کهنه) نخستین قربانیان حمله سراسری مغول ها بودند مقارن همین ایام، قطب‌الدین حیدر عارف مشهور قرن ششم که از مدت‌ها پیش در شهر زاوه اقامت گزیده بود درگذشت. تربت حیدریه پس از دوره صفوی به صورت شهر درآمد. در واقع شهر در حدود دویست سال پیش یعنی دوره حاکمیت اسحاق‌خان قرایی از خوانین و رجال سیاسی عصر قاجاریه رونق گرفت. اسحاق‌خان به مرمت و آبادانی شهر پرداخته و آن چنان تحولی در شهر به‌وجود آورد که این شهر تا مدت‌ها به تربت اسحاق‌خان معروف بوده است.
کنسولگری‌ها: تا پیش از جنگ جهانی دوم، کنسولگری‌های بریتانیا و روسیه در تربت حیدریه و در منطقهٔ باغ‌سلطانی شهر مشغول فعالیت بوده‌اند که نشان دهنده اهمیت سیاسی و اقتصادی این شهر در آن دوره است.

### معماری
این شهر از آثار تاریخی–معماری بسیاری بهره‌مند است، از جمله:
- مسجد جامع تربت حیدریه[۱۲]
- مزار و مسجد قطب‌الدین حیدر
- حمام حاجی رئیس
- رباط طبسی
- مزار شیخ ابوالقاسم گرکانی
- رباط لاری[۱۳]

همچنین این شهر از دو بافت خانگی فرسوده و مدرن بهره می‌برد. البته بیشتر خانه‌ها در این شهر فرسوده و به سبک قدیمی ساخته می‌شوند.

## موقعیت جغرافیایی
شهرستان تربت حیدریه با وسعت ۳۶۸۱ کیلومتر مربع در جنوب غربی مشهد قرار دارد. موقعیت جغرافیایی این شهر در مدار ۵۹ درجه و ۱۲ دقیقه طول شرقی و ۳۴ درجه و ۱۷ دقیقه عرض شمالی قرار دارد و ارتفاع آن از سطح دریا ۱۴۵۰متر است. بلندترین قله شهرستان، قله ملکان به ارتفاع ۳۰۱۳ متر می‌باشد.

## جمعیت
بر پایه سرشماری عمومی سال ۱۳۹۵ جمعیت این شهر ۱۴۰٬۰۱۹ نفر (در ۴۳٬۰۲۹ خانوار) بوده است که از این نظر رتبه چهارم استان را داراست. جمعیت کل شهرستان تربت حیدریه ۲۲۴٬۶۲۶ نفر است. تا سال ۱۳۷۲، شهرستان تربت حیدریه رتبه دوم جمعیت را در استان خراسان بزرگ بعد از مشهد دارا بود که با تفکیک آن به ۵ شهرستان، رتبه آن تنزل یافت.

## زبان و مردم
مردم تربت حیدریه به زبان فارسی و با گویش تربتی صحبت می‌کنند. گویش مردم تربت حیدریه نزدیکی زیادی به گویش دیگر شهرهای خراسان به خصوص گویش مشهدی، کاشمری و نیشابوری دارد. کتاب شعرهایی نیز با لهجه تربتی همچون سمندر خان سالار نوشتهٔ علی اکبر عباسی فهندری و همچنین فریاد تربتی اثر محمد قهرمان تألیف شده‌اند.

## اماکن تاریخی، آثار باستانی و جهانگردی

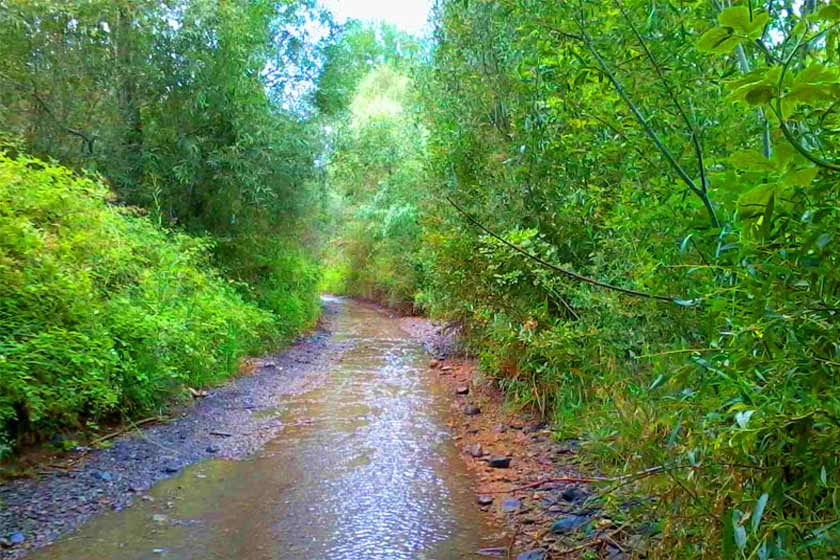
رودخانه حصار

باغات کامه علیا و سفلی در شمال تربت حیدریه و رودخانه حصار و صنوبر، آبشار رودمعجن و شکارگاه از جاذبه‌های طبیعی این شهرستان هستند. از جاذبه‌های دیدنی و تفریحی شهر تربت حیدریه می‌توان به اماکنی همچون مجموعه باغ ملی و پارک ملت و پارک جنگلی پیشکوه اشاره کرد.

### رودخانه‌ها
- رودخانه حصار

این رودخانه که سرچشمه آن کوه‌های حصار می‌باشد رودخانه تقریباً پرآبی است که باعث ایجاد سرسبزی در این روستا شده و پس از حصار آب آن به چند روستای دیگر سرازیر می‌شود.
- آبشار رودمعجن

روستای رودمعجن در ۴۸ کیلومتری غرب تربت حیدریه واقع است. در ۴ کیلومتری این روستا آبشاری زیبا به ارتفاع ۲۸ متر پدید آمده که از رشته‌کوه چهل تن در ۴۵ کیلومتری غرب شهرستان سرچشمه می‌گیرد. رودمعجن پس از ایجاد آبشار و مشروب کردن آبادی، در نزدیکی روستای رودمعجن وارد رودخانه حصارچه می‌شود.
- چشمه کاریز آب باریک

این چشمه زیبا قدمت زیادی داشته و آب این چشمه از نظر مواد معدنی از بهترین آب‌های جهان محسوب می‌شود. این چشمه در روستای قوزان در ۱۰ کیلومتری جاده تربت حیدریه-کاشمر قرار دارد.

### روستاها
- روستای صنوبر و ارتفاعات شصت‌دره

مناظر طبیعی و چشم‌نواز مسیر هفده کیلومتری روستای صنوبر تا بخش مرکزی تربت حیدریه در ضلع شمال غربی این شهرستان افراد زیادی را به دیدن آن‌جا ترغیب می‌کند. جاری بودن آب رودخانه در روستای صنوبر، وجود باغات میوه و قرار گرفتن خانه‌های مسکونی به صورت پلکانی از جاذبه‌های دیدنی این روستا است. این روستا در میان کوه و جریان رودخانه شصت‌دره، منطقه خوش آب و هوا و نسبتاً سرد و سرسبزی پدیدآورده است. از جاذبه‌های گردشگری این روستا می‌توان به کوه شصت‌دره از کوه‌های مرتفع رشته‌کوه کوهسرخ در شهرستان تربت حیدریه اشاره کرد.

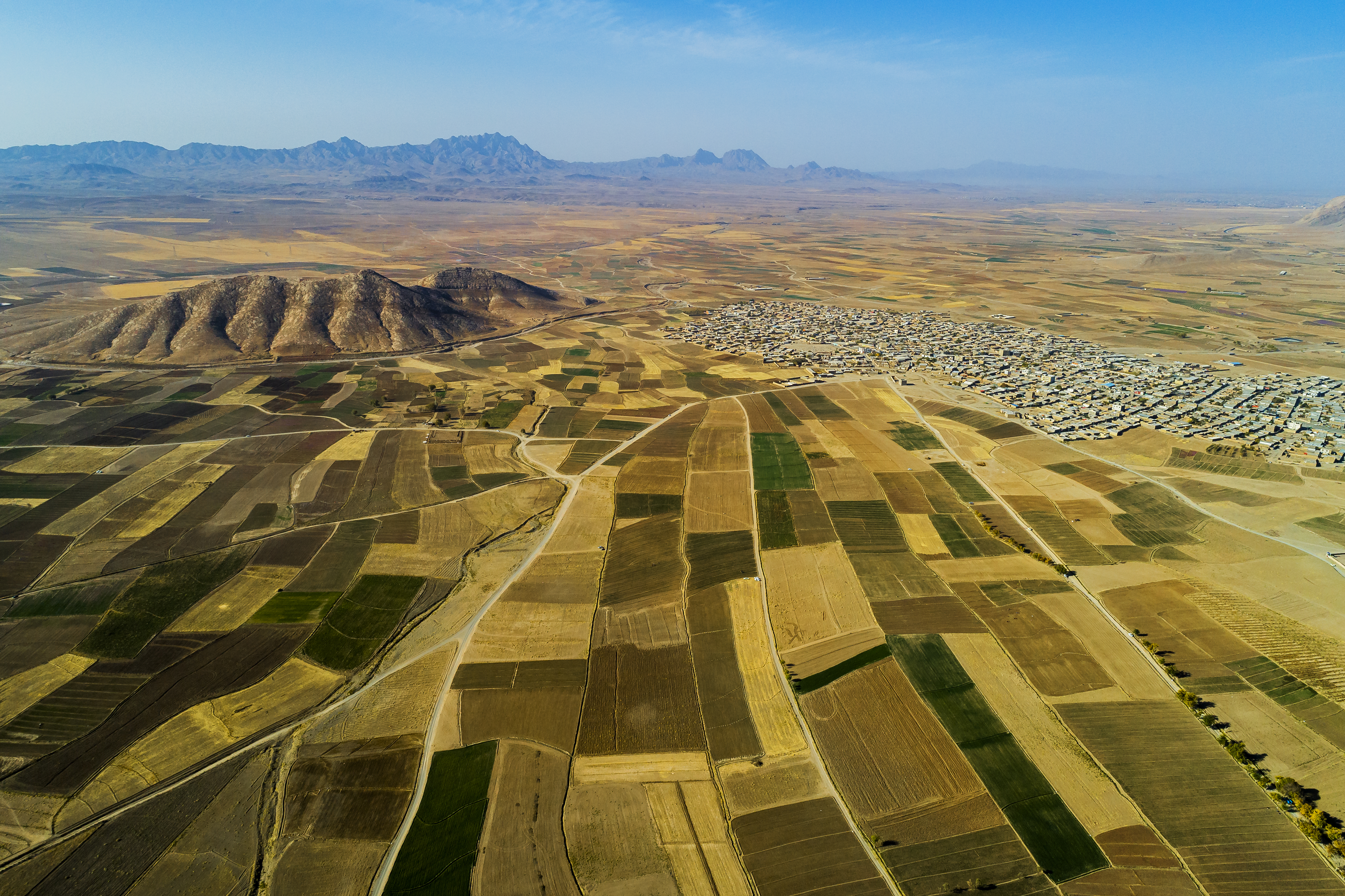
مزارع کشاورزی در روستاهای اطراف تربت حیدریه

### جاذبه‌های طبیعی
- مناطق شکار ممنوع بزمای و ژرف

این مناطق در شرق شهرستان تربت حیدریه و در ارتفاعات شهرستان زاوه قرار دارند. این مناطق جلگه‌ای در بعضی نواحی دارای ارتفاعات سنگی زیبایی هستند که مامنی مناسب برای زیست حیوانات وحشی به‌شمار می‌روند. در این مناطق حیواناتی نظیر قوچ، میش، قرقاول، سیاه سینه، گرگ و عقاب زندگی می‌کنند.
- غار ماه پری

به‌رغم وجود آثار باستانی متعدد و شواهد برجای مانده که حکایت از پیشینه‌ای مشخص و رد پای انسان ماقبل تاریخ در منطقه تربت حیدریه دارد از دیگر نمونه‌های با اهمیت آثار غاری است موسوم به ماه پری در ۱۹ کیلومتری شمال غربی تربت حیدریه در نزدیکی روستایی به نام صنوبر که به استناد بررسی باستان‌شناسی از نخستین زیست‌گاه‌های این منطقه مربوط به پیش از تاریخ بوده است.
- ارتفاعات ملکان (یا عامیانه مُلکوه)

این ارتفاعات در ۷۰ کیلومتری شمال غربی تربت، در بخش کدکن قرار دارد. هر ساله تعداد زیادی از کوهنوردان جهت صعود به قله‌های این ارتفاعات عازم منطقه می‌شوند. در مسیر این ارتفاعات باغات میوه بسیار و چشمه سارهای جوشان و چشم‌اندازهای بدیع فراوان وجود دارد.

### آثار ساختگی
- پارک کوهستانی پیشکوه

این پارک در حاشیه شهر تربت حیدریه واقع شده است و با مساحت ۸۰۰ هکتار، بزرگ‌ترین پارک جنگلی در خاورمیانه نام گرفته است. بخشی از این پارک تا ارتفاعات ۳ قله امتداد یافته است. این پارک شامل گلزار شهدا، پارک سنگی، رستوران، کافه سنتی و مصلا است که در آن وسایل تفریح کودکان قرار دارد. عملیات اجرایی این پروژه از سال ۱۳۷۸ آغاز شده و هنوز ادامه دارد. پارک پیشکوه یکی از فضاهای سبز شهرستان تربت حیدریه است. موقعیت جغرافیایی، منابع غنی آب و خاک و مناظر زیبا از دلایل معرفی این پارک به عنوان منطقه نمونه گردشگری است و به دلیل قرار داشتن در دامنه کوه و اشراف داشتن به شهر تربت حیدریه، چشم‌انداز زیبایی را به وجود آورده است.

## صنایع دستی
از صنایع دستی تربت حیدریه می‌توان به آهنگری، هنر مسگری، نمدبافی، حصیربافی، نجاری و مصنوعات چرمی و همچنین فرش‌بافی اشاره کرد، و به سبب پرورش کرم ابریشم، چله‌کشی ابریشم نیز رواج دارد.
مینیاتور، سیاه‌قلم، ترمه، گلیم، فرت بافی، زیورآلات، چرم دوزی، تراش سنگ، رودوزی سنتی، تابلو و تابلو فرش از دیگر محصولات تولیدی در تربت حیدریه است.
فهرست مشاهیر و نام آوران شهر تربت حیدریه در بخش اهالی تربت حیدریه قابل مشاهده است.

## فرهنگ و هنر

### سینماها
تربت حیدریه پیش از انقلاب ۱۳۵۷ دارای چهار سینما به نام‌های فردوسی، تاج، سعدی و مولن روژ بود که پس از انقلاب به غیر از سینما تاج بقیهٔ آن‌ها تعطیل شدند. تا سال ۱۳۸۴ سینما بیست و دو بهمن (تاج سابق) که با دارا بودن هزار صندلی یکی از منحصر به فردترین سینماهای ایران قلمداد می‌شد فعال بود، اما در آن سال به بهانه بازسازی و ترمیم تخریب شد ولی مراحل بازسازی آن هرگز آغاز نگردید. در سال ۱۳۹۳ طرح تجهیز سالن اندیشه در این شهر برای بهره‌برداری از آن به عنوان سالن سینما با ظرفیت ۲۳۲ نفر آغاز شد و از آن زمان به بعد این سالن به صورت محدود به اکران فیلم‌های سینمایی روز ایران می‌پردازد.

### برخی از کتابخانه‌های موجود تربت حیدریه
| تأسیس | نام                                     | شمار نسخه‌ها | توضیحات |
| ----- | --------------------------------------- | ----------- | ------- |
| ۱۳۹۳  | امام رضا (آستان قدس رضوی)               | ۱۳۴۰۲       | [ ۲۷ ]  |
| ۱۳۶۴  | شهید بهشتی                              | ۲۲۴۰۷       |         |
| ۱۳۶۲  | علی‌اکبر عبداللهی                        | ۱۰۶۷۸       |         |
| ۱۳۹۱  | کتابخانه مرکزی دانشگاه دولتی تربت‌حیدریه | ۱۴۰۰۰       | [ ۲۸ ]  |
| ۱۳۷۴  | آیت الله کاشانی                         | ۱۴۰۰۰       |         |

## زعفران

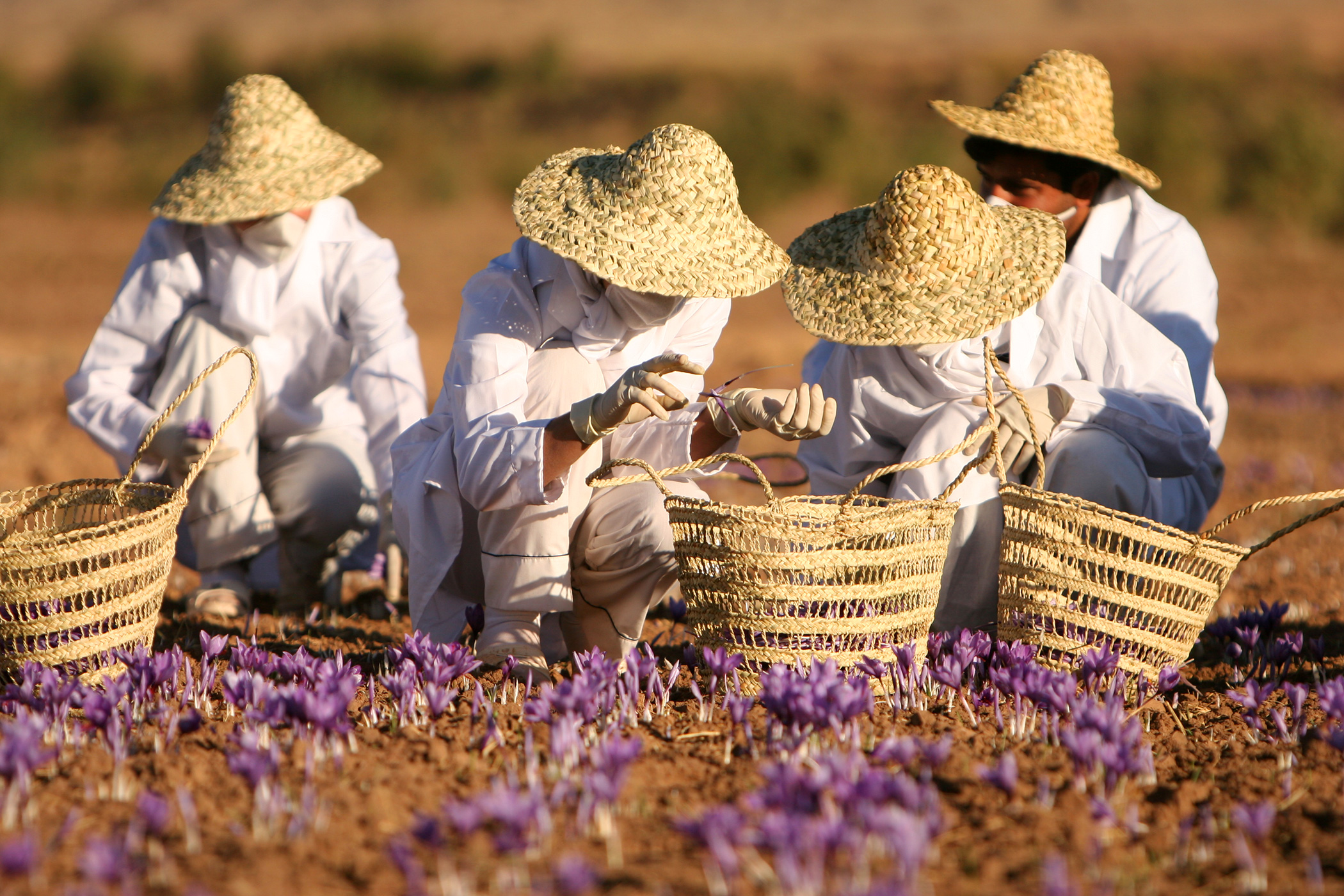
مزارع زعفران در تربت حیدریه

تربت حیدریه قطب تولید زعفران در جهان استپ با تولید بیش از ۵۰ تن زعفران خشک، دارای رتبه اول از لحاظ تولید زعفران در دنیا است. استان خراسان رضوی بیشترین مقدار زعفران تولیدی کشور را دارا می‌باشد.
تولید زعفران در این شهرستان توانست وضعیت اقتصادی کشاورزان را بهبود ببخشد.

## صنایع و معادن
تربت حیدریه دارای دو شهرک صنعتی است و مهم‌ترین واحدهای تولیدی صنعتی شهرستان شامل کارخانه قند تربت حیدریه، طلای زرمهر، کاشی زرین، کارخانه کائولن، کارخانه لوله و اتصالات پلی اتیلن و محصولاتی چون شیر و فرآورده‌های لبنی، آرد، زیره و پنبه‌پاک‌کنی، خوراک دام، سردخانه بزرگ ده هزار تنی و کارگاه‌های ابریشم‌کشی است.
مجتمع فولاد تربت حیدریه، بزرگ‌ترین پروژه صنعتی شرق کشور:
مجتمع فولاد تربت حیدریه که در بخش رُخ این شهرستان در حال احداث است، در زمینی به مساحت ۵۵۰ هکتار و با اعتبار یک میلیارد یورو در فازهای اول و دوم عملیات اجرایی آن شروع شده است. با اتمام ساخت این مجتمع، برای ۲۸۰۰ نفر به صورت مستقیم و برای ۱۲ هزار نفر غیرمستقیم اشتغال فراهم خواهد شد. اهمیت و حجم این طرح با بزرگی شرکت فولاد مبارکه اصفهان قابل قیاس خواهد بود و با ایجاد زنجیره‌های پایین‌دستی و صنایع وابسته می‌تواند اقتصاد شرق کشور را متحول کند.
همچنین دو کارخانهٔ فولادسازی دیگر در تربت حیدریه دارای مجوز هستند که به دلایل مختلف از جمله عدم گشایش اعتبار و همچنین نیاز به منابع زیاد آب، کار احداث آن‌ها پیشرفت بسیار ناچیزی داشته است. از این رو عملیات انتقال آب از دریای عمان به منطقه خراسان رضوی یکی از طرح‌های عظیم دیگری است که از سال ۱۳۹۹ شروع شده تا جهت استفاده در صنایع بزرگ منطقه از جمله کارخانجات فولادسازی تربت حیدریه و معادن سنگان خواف به کار گرفته شود.
تربت حیدریه دارای معادن غنی و متنوع بیش از ۲۳ نوع ماده معدنی می‌باشد. وجود معادن غنی سیلیس به عنوان غنی‌ترین منابع سیلیس جهان، باریت، منیزیت، آگات، بنتونیت، کالک، خاک‌های صنعتی، گل سفید، گچ، آهک، کرومیت، منگنز، مس، نقره، طلا، فیروزه و سنگ‌های تزئینی (تراورتن-گرانیت-مرمر) شهرستان تربت حیدریه را در زمره یکی از قطب‌های معدنی استان خراسان رضوی قرار داده است.
بایگ، یکی از شهرهای تربت حیدریه مرکز ابریشم ایران نام گرفته و بالغ بر ۸۰٪ ابریشم کشور در این محل تولید و فرآوری می‌شود. هرچند واردات بی‌رویه پیله چینی صنعت نوغانداری تربت حیدریه را تهدید می‌کند. پسته و بادام نیز از دیگر محصولات کشاورزی این منطقه است. معادن طلای زرمهر تربت حیدریه تولیدکننده اولین شمش‌های طلا در کشور است که در بازار بورس اوراق بهادار تهران معامله می‌شوند.
سایر کارخانجات و واحدهای تولیدی شهرستان شامل کارخانه بزرگ سیمان زاوه تربت، کارخانه سیم رضا، کارخانه مس توس، کارخانه آرد والسی، کارخانه آرد بهنام، کارخانه ایران نکتار، صنایع پلی اتیلن اطلس پلیمر خاوران، زیره پاک کنی و پنبه پاک کنی طلای سفید، کارخانه شیر پاکان رضوان، کارگاه‌های ابریشم کشی، کارخانه خوراک دام رخ، کارخانه خوراک دام زاوه، مجتمع صنایع تبدیلی رادوار توس، کارخانه ماکارونی مهسان، شرکت زعفران کیان توس، کارخانه خوراک دام خراسان، کارخانه نمک سرهنگ، کارخانه گچ رخ و … می‌باشد.

## فرودگاه‌ها
- فرودگاه شهید مدرس (در دست ساخت و مطالعه)[۳۸][۳۹]

## سوغات
مهم‌ترین سوغاتی‌های تربت حیدریه زعفران، پسته ،بادام، گردو و خشکبار هستند. همچنین نوعی حلوا به نام حلوا جوزی (حلوا گردویی) در بخش بایگ تربت حیدریه از دیگر سوغات‌های این شهرستان است. به دلیل تنوع هوایی گیاهان مختلفی همچون کنگر، انواع گون، انواع درمنه، لاله و ریواس در منطقه می‌روید. از گیاهان دارویی می‌توان به گل گاوزبان، کلپوره، آویشن، گل ختمی، و کما اشاره کرد، که این گیاهان دارویی نیز می‌تواند جزو سوغات شهرستان در نظر گرفته شود.

## دانشگاه‌ها و مراکز آموزش عالی
تربت حیدریه در سال‌های اخیر به عنوان قطب دانشگاهی در خراسان رضوی، از امکانات آموزش عالی خوبی برخوردار است.
مراکز آموزش عالی تربت حیدریه عبارت‌اند از:
- دانشگاه تربت حیدریه[۴۲]
- دانشگاه علوم پزشکی تربت حیدریه[۴۳]
- دانشگاه فرهنگیان (پردیس شهید رجایی)[۲۶]
- دانشگاه پیام نور تربت حیدریه
- دانشگاه آزاد اسلامی واحد تربت حیدریه
- دانشکده فنی و حرفه‌ای تربت حیدریه (پسران و دختران)
- دانشگاه جامع علمی کاربردی تربت حیدریه
- آموزشکده فنی و حرفه‌ای سما واحد تربت حیدریه
- پژوهشکده زعفران (وابسته به دانشگاه تربت حیدریه)

## بیمارستان‌ها
- بیمارستان ۱۹۰ تختخوابی نهم دی (اورژانس ذوالفقاری)
- بیمارستان ۱۶۰ تختخوابی رازی وابسته به تأمین اجتماعی[۴۴]
- بیمارستان ۲۷۲ تختخوابی امام حسین
- بیمارستان ۵۵۱ ارتش تربت حیدریه

## حمل و نقل و ترانزیت
قرار گرفتن تربت حیدریه در میانه استان خراسان رضوی و ترانزیت شمال-جنوب باعث شده است این شهر از موقعیت استراتژیک بسیار مهمی برخوردار باشد. موقعیت شهرستان تربت حیدریه به گونه‌ای است که از همهٔ راه‌های مواصلاتی مهم فاصله کمی داشته و کوریدور شمال به جنوب و شرق به غرب محسوب می‌شود. تربت حیدریه و شیراز دو مرکز دریافت و انتقال مایکروویو در ایران بوده که از لحاظ توپوگرافی بهترین موقعیت را داشته‌اند. این ویژگی منحصر به دو شهر مذکور بوده و تمامی خطوط دیتا و اینترنتی ایران از این دو نقطه مخابره می‌گردد.

#### راه‌آهن
تربت حیدریه از سال ۸۴ به راه‌آهن سراسری ایران متصل شده که ایستگاه آن واقع در ۵ کیلومتری تربت‌حیدریه است. ایستگاه راه‌آهن تربت حیدریه، بزرگ‌ترین ایستگاه تشکیلاتی در حوزه راه‌آهن شرق است و علاوه بر امکانات لجستیکی بالا، دارای ۱۳ خط ریلی است. این ایستگاه، همچنین بزرگ‌ترین پایانهٔ صادرات ریلی سیمان کشور را داراست که ظرفیت بارگیری روزانهٔ سیمان در آن بیش از دوهزار تن است.
با توجه به موقعیت تربت حیدریه، ایستگاه راه‌آهن آن از پتانسیل بسیار زیادی برای پیشرفت برخوردار است. در آذرماه ۱۳۹۹، خط راه‌آهن خواف-هرات، با ارسال محمولهٔ سیمان از ایستگاه تربت حیدریه رسماً افتتاح شد و کشور افغانستان از طریق این ایستگاه به شبکه ریلی سراسری ایران و آب‌های آزاد متصل گردید.

### حمل و نقل درون‌شهری

#### تاکسیرانی
هم‌اکنون حدود ۷۵۰ تاکسی زرد در این شهر خدمت‌رسانی می‌کنند و با توجه به استقبال مردم از اسفند سال ۹۴ تاکسی بی‌سیم در سطح شهر به بهره‌برداری رسید. همچنین تاکسی‌های اینترنتی اسنپ و تپسی نیز در این شهر فعال هستند.

#### اتوبوسرانی
سازمان اتوبوسرانی تربت حیدریه از سال ۱۳۷۹ آغاز به کار کرده است و در این مدت توانسته جایگاه خود را در میان مردم بیابد. ۶۸ دستگاه اتوبوس در ناوگان اتوبوسرانی تربت حیدریه موجود است که ۲۲ دستگاه آن در اختیار سازمان و بقیه به بخش خصوصی واگذار شده است. هم‌اکنون ۲۴ خط که ۱۱ خط آن درون‌شهری است روزانه ۱۱ هزار نفر را در مسیرهای درون‌شهری جابجا می‌نمایند. البته به دلیل رفع راه‌بندان و روان‌سازی تردد درون‌شهری، ایستگاه‌های اتوبوس را از مرکز شهر دور کرده‌اند که دسترسی آسان به ایستگاه اتوبوس را برای شهروندان کمی دشوار کرده است.

## محله‌های قدیمی
محلات قدیمی تربت حیدریه عبارتند از:
سرتروسی، قلعه کهنه، برزار، باغ سلطانی، شیر چارسو گذر صدر، کوچه غازیان به اضافه محلات و شهرک‌های جدیدی که به علت توسعه شهر ایجاد شده است.